# Mauro Mulazzani
Mauro Mulazzani (Napoli, 17 luglio 1980) è un canottiere italiano, campione del mondo 2002 under 23 nella specialità due senza.